# 德国之声新闻
《德国之声新闻》（英語：DW News）是德国国际公共广播机构德国之声于2015年夏季推出的国际英语新闻资讯节目。德国之声为德国政府资助机构，依相关规定，德国境内不得播出德国之声节目。

## 历史
德国之声新闻于2015年6月22日开播，并取代了德国之声的其他对外节目（如《新闻》）。  24小时服务旨在时德国的新闻台与其他国家的国际新闻频道（如英國廣播公司世界新聞頻道或法兰西24）对口。该服务通过人造卫星在全球范围内播映。德国之声亦在网络和YouTube提供印地语节目。

## 播送
在美国，德国之声新闻在其频道的大部分时间都在播出，在部分地区（如北加州）通过公共媒体平台进行广播。许多公共广播电视公司成员的电台都提供类似于《新闻》的30分钟节目。这节30分钟的节目也可以在全国范围内的Link TV、以及YouTube上DW英语频道和DW纪实频道收看。 目前用户可在德国之声官网上收视德国之声的直播。在澳大利亚，它在澳广新闻台上提供直播节目。